# Hebetica convoluta
Hebetica convoluta är en insektsart som beskrevs av Fabricius. Hebetica convoluta ingår i släktet Hebetica och familjen hornstritar. Inga underarter finns listade i Catalogue of Life.